# Вишахапатнамский металлургический завод
Вишакхапатнамский металлургический завод (телугу విశాఖ ఉక్కు కర్మాగారం), в народе известен как Визаг сталь, — интегрированный производитель стали в Вишакхапатнаме, Индия, построенный с использованием немецких и советских технологий. Третий металлургический завод Индии, сооруженный при содействии Советского Союза.

## История
17 апреля 1970 года Индира Ганди, занимавшая в то время кресло премьер-министра, объявила о решении правительства о создания металлургического завода в Вишакхапатнаме. Планирование началось в июне 1970 года, и впоследствии доклад комитета был утвержден. 20 января 1971 года Ганди заложила первый камень в фундамент завода. Консультанты были назначены в феврале 1971 года, и технико-экономические обоснования были представлены в 1972 году. Первый участок земли был куплен 7 апреля 1974 года и в октябре 1977 года утвержден проект на 3,4 млн тонн жидкой стали. С предложением помощи от правительства бывшего СССР пересмотренный проект развивался. Был подготовлен детальный отчет по проекту для завода мощностью 3,4 млн тонн в год. В феврале 1981 года был подписан договор с СССР о подготовке рабочих чертежей коксовых печей, домны и аглофабрики. Фундамент доменной печи был готов в январе 1982 года. Одновременно было также начато строительство местного городка. Пятая часть всего оборудования завода была поставлена СССР, остальной произведено в самой Индии. Планировалось, что первая очередь предприятия, годовая мощность которого составит 1,2 миллиона тонн стали, войдёт в строй к декабрю 1985 года.
В 1970-х годах, Kurupam Zamindars пожертвовал 6000 акров земли для металлургического завода. Новая компания Rashtriya Ispat Nigam Limited (RINL) была создана 18 февраля 1982 года.
Консультативная помощь специалистов СССР продолжалась до 1990 года 

## Инфраструктура
- Коксовые печи и угольный химический завод
- Аглофабрика
- Доменной печи
- Завод огнеупорных материалов
- Сталеплавильный цех и установка непрерывного литья
- Легкие и средние Станы
- Структурные станы
- Проволочный стан
- Сталеплавильный цех
- Тепловая электростанция

Коксовые печи и угольный химический завод
- Установки Сухого Тушения Кокса
- Коксохимический завод (КПК)
- Цех Газового Конденсата
- Цех Сульфата Аммония
- Окончательное охлаждение газа
- Восстановление Бензола
- Сухая Очистка
- Оборудование Для Перегонки Дегтя